# União das Freguesias de Santa Cruz/Trindade e Sanjurge
Die União das Freguesias de Santa Cruz/Trindade e Sanjurge ist eine portugiesische Gemeinde (Freguesia) im Kreis (Concelho) Chaves im Norden Portugals.

## Geschichte
Die Gemeinde entstand im Zuge der Gebietsreform vom 29. September 2013 durch die Zusammenlegung der ehemaligen Gemeinden Santa Cruz-Trindade und Sanjurge. Santa Cruz/Trindade wurde Sitz der neuen Verwaltung.

## Demographie
| Freguesia | Freguesia                      | Freguesia | Freguesia       | ehemalige Freguesias | ehemalige Freguesias | ehemalige Freguesias | ehemalige Freguesias |
| --------- | ------------------------------ | --------- | --------------- | -------------------- | -------------------- | -------------------- | -------------------- |
| Wappen    | Freguesia                      | Einwohner | Fläche in (km²) | Wappen               | Freguesia            | Einwohner            | Fläche in (km²)      |
|           | Santa Cruz/Trindade e Sanjurge | 3381      | 13,38           |                      | Santa Cruz-Trindade  | 3105                 | 2,88                 |
|           | Santa Cruz/Trindade e Sanjurge | 3381      | 13,38           | Sanjurge             | 335                  | 10,5                 |                      |